# Reinhold Messner

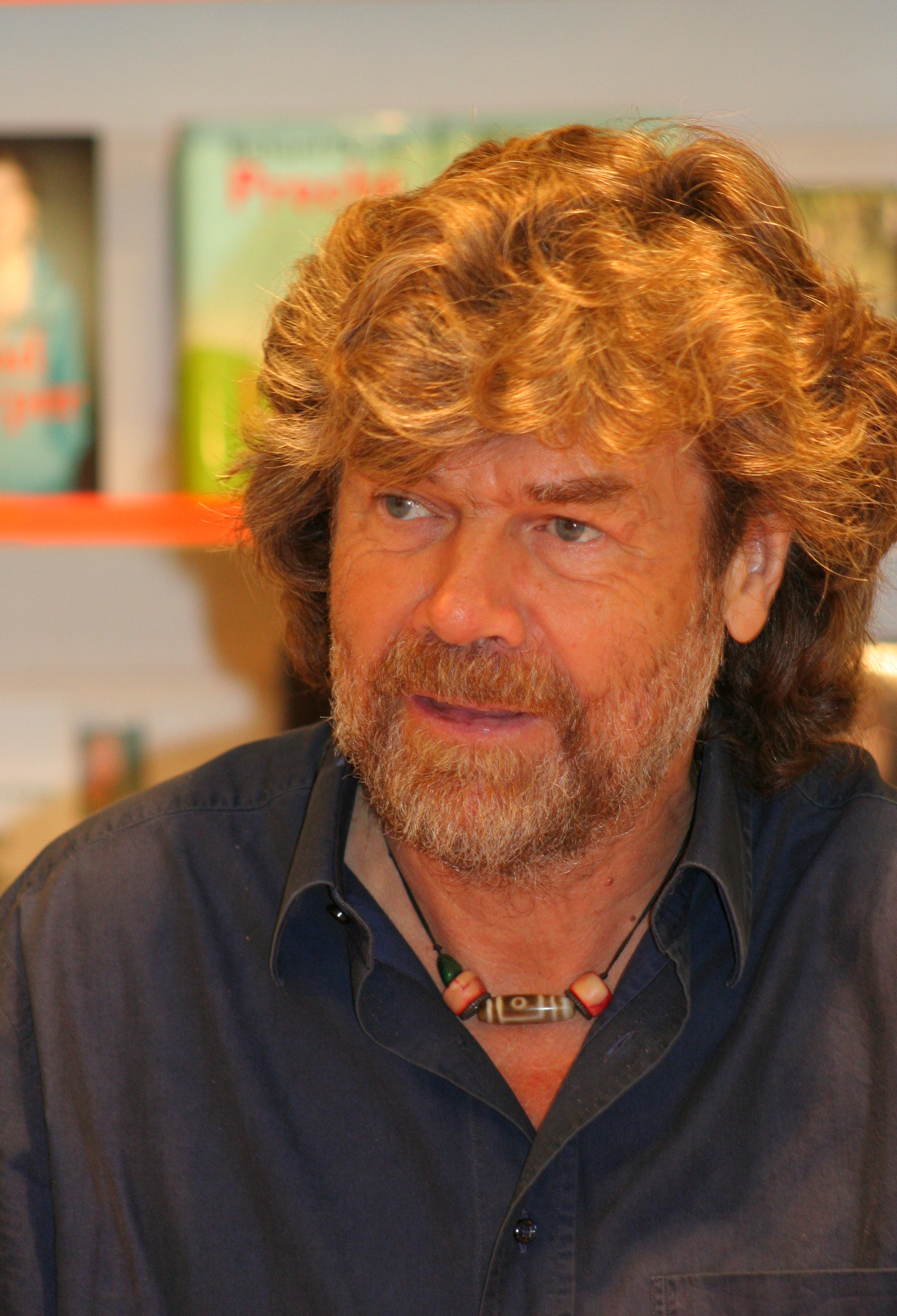
Reinhold Messner en octubre de 2009.

Reinhold Andreas Messner (17 de septiembre de 1944, Bresanona, Alto Adige / Tirol del Sur, Italia) es un escalador italiano que se convirtió en la primera persona del mundo en escalar las 14 cumbres de más de 8000 metros sin ayuda asistida de oxígeno.
En el año 1978, Messner y el austríaco Peter Habeler fueron los primeros en ascender el monte Everest sin botellas de oxígeno. En 1980 repitió el ascenso solo, convirtiéndose en el primer hombre en lograr esta hazaña.
La conquista del Nanga Parbat, en Pakistán, fue un icono en el mundo de la montaña y en su carrera, al conseguir escalar la "vertiente Rupal", con sus aproximados 4500 metros, la pared vertical más grande del planeta. En un desafortunado y peligroso descenso por otra de las caras de la montaña (Diamir) falleció su hermano Günther, en un hecho que conmocionó al mundo montañista.
También cruzó la Antártida sin ayudas externas. Destaca su faceta como escritor y conferenciante. Entre 1999 y 2004 actuó como miembro del Parlamento Europeo por la Federación de los Verdes de Italia. En la actualidad se mantiene ocupado en diversos negocios relacionados con el montañismo.
Es considerado por muchos como el más grande escalador de todos los tiempos. En 2010 recibió el Piolet de Oro por su trayectoria.
En el norte de Italia fundó un conjunto de 6 museos, The Messner Mountain Museum.
En 2018, fue galardonado con el Premio Princesa de Asturias de los Deportes junto a Krzysztof Wielicki.

## Bibliografía

Reinhold Messner, Castel Juval 1994.

## Cronología de sus cumbres

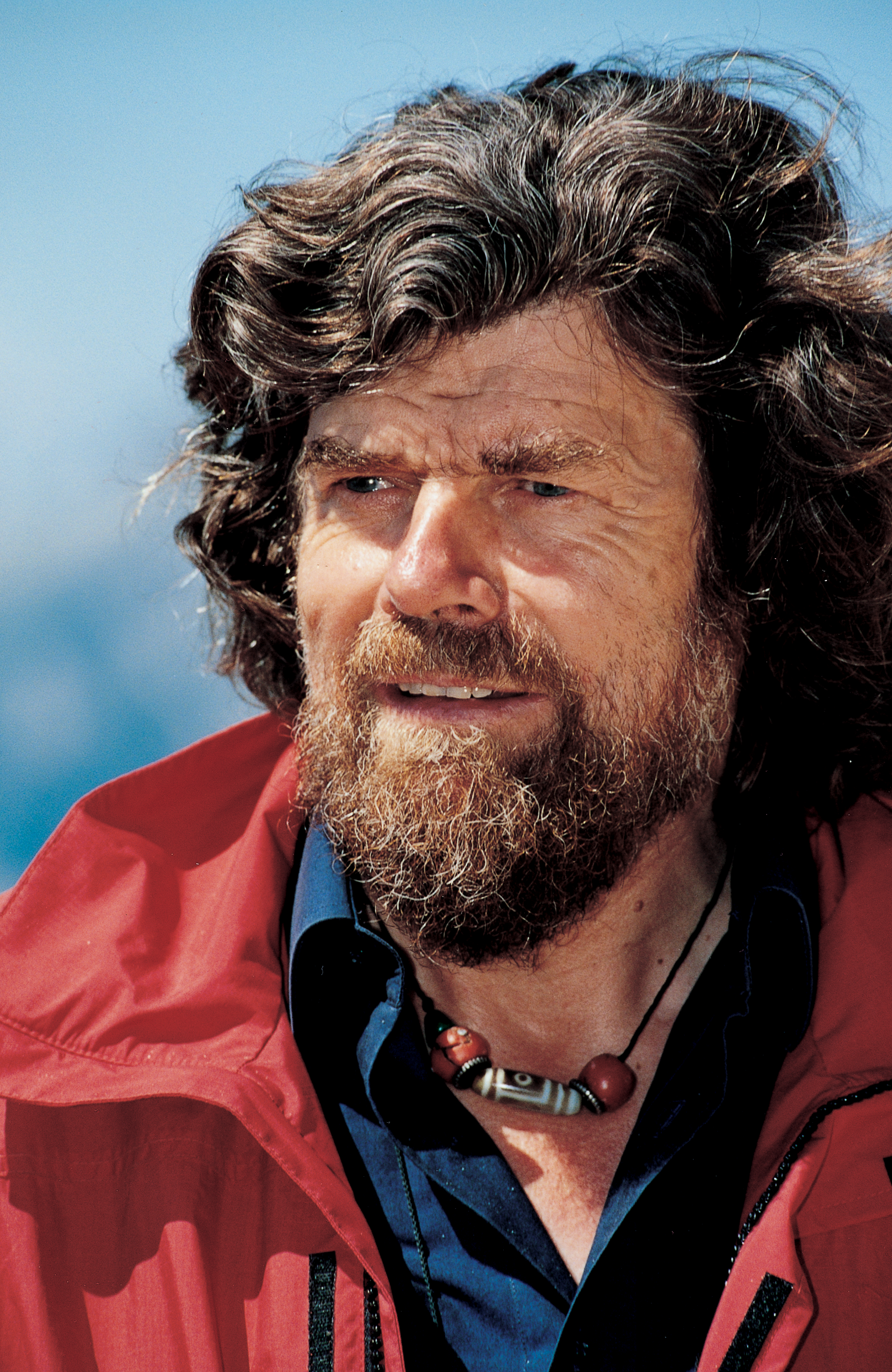
Reinhold Messner en 2002.

| Cumbre                      | Altitud | Año  | Notas                                                                                       |
| --------------------------- | ------- | ---- | ------------------------------------------------------------------------------------------- |
| Nanga Parbat                | 8125    | 1970 | Junto a su hermano Günther, fallecido en el descenso.                                       |
| Manaslu                     | 8156    | 1972 | -                                                                                           |
| Noshaq                      | 7492    | 1973 | -                                                                                           |
| Aconcagua                   | 6962    | 1974 | Expedición internacional.                                                                   |
| Gasherbrum I o Hidden Peak  | 8068    | 1975 | Con Peter Habeler. Primera ascensión a un 8000 en estilo alpino y además por una nueva vía. |
| Denali                      | 6236    | 1976 | -                                                                                           |
| Breach Wall del Kilimanjaro | 5963    | 1978 | Primera ascensión.                                                                          |
| Everest                     | 8848    | 1978 | Con Habeler, por primera vez sin utilizar oxígeno.                                          |
| Nanga Parbat                | 8125    | 1978 | En solitario, sin oxígeno y por una nueva vía.                                              |
| K-2                         | 8611    | 1979 | Con Michl Dacher.                                                                           |
| Everest                     | 8848    | 1980 | En solitario y sin oxígeno. Parcialmente por una nueva vía.                                 |
| Shisha Pangma               | 8046    | 1981 | Con Friedl Mutschlechner.                                                                   |
| Chamlang                    | 7317    | 1981 | Primera ascensión por la cara Norte.                                                        |
| Kangchenjunga               | 8598    | 1982 | Con Mutschlechner y el sherpa Dorje, sin oxígeno.                                           |
| Gasherbrum II               | 8035    | 1982 | Con N. Sabir y Sher Kan.                                                                    |
| Broad Peak                  | 8048    | 1982 | -                                                                                           |
| Cho Oyu                     | 8153    | 1983 | Con Hans Kammerlander y Dacher.                                                             |
| Dhaulagiri                  | 8167    | 1985 | -                                                                                           |
| Annapurna                   | 8091    | 1985 | -                                                                                           |
| Makalu                      | 8451    | 1986 | -                                                                                           |
| Lhotse                      | 8511    | 1986 | -                                                                                           |
| Monte Vinson                | 4897    | 1986 | -                                                                                           |
| Chimborazo                  | 6310    | 1992 | -                                                                                           |
| Cotopaxi                    | 5897    | 1992 | -                                                                                           |